# Qiaomei Fu
Qiaomei Fu (Jiangxi, República Popular China, 1982) es una paleogenetista e investigadora china, es directora del laboratorio sobre ADN antiguo en el Instituto de Paleontología de Vertebrados y Paleoantropología (IVPP) de Pekín. Sus investigaciones se centran en los primeros humanos modernos que se establecieron en Ásia donde podrían haber llegado hace más de 100 000 años.

## Biografía
Qiaomei Fu nació en la provincia china Jiangxi al lado del lago Poyang en el año 1983. Desde muy joven mostró su interés por la ciencia. Máster en arqueometría por la Academia de Ciencias China en 2009.
Para escribir su tesis doctoral se incorpora en 2009 al Instituto Max Plank (Planck Institute for Evolutionary Anthropology) de Leipzig, Alemania, dirigido por el genetista sueco Svante Päabo. Su tesis sobre genómica de humanos arcaicos la leyó en 2013. Más tarde se incorporó al departamento de genética de la Harvard Medical School de Boston como investigadora postdoctorada del equipo del profesor estadounidense David Reich, genetista de poblaciones humanas antiguas. En este laboratorio logró secuenciar el ADN de Homo sapiens más antiguo registrado fuera de África y de Oriente Próximo (sequenced the oldest Homo sapiens DNA).
En Harvard publicó diversos artículos en los que revisaba la historia de los primeros humanos europeos (contributing to the ancestry of contemporary Europeans).
En 2016 decidió volver a China para dirigir el Instituto de Paleontología de Vertebrados y Paleoantropología (IVPP) de Pekín, allí sus trabajos ayudan a conocer la estructura de las poblaciones antiguas, a decodificar el genoma de los primeros humanos modernos desenterrados en Siberia con la muestra recuperada de un fémur de 45 000 años y la importante colección de huesos humanos antiguos con que cuenta el IVPP.
La gran riqueza en fósiles de Asia, subestimado hasta ahora en favor de África, y la aplicación de modernas e innovadoras técnicas, entre las que se incluye el secuenciado del material genético extraído de valiosos fósiles pertenecientes a los antiguos homininos ha impulsado a la paleogenetista china a rescatar este material genético procedente de fósiles, muchas veces degradado y contaminado.
Ha publicado y participado, en numerosas publicaciones, entre otras, Genome sequence of a 45,000-year-old modern human from western Siberia, DNA analysis of an early modern human from Tianyuan Cave, A mitochondrial genome sequence of a hominin from Sima de los Huesos, The genetic history of Ice Age Europe o Complete mitochondrial genomes reveal neolithic expansion into Europe.